# Bob Di Luca
Bob Di Luca (30 agosto 1946) è un ex calciatore italiano naturalizzato canadese, di ruolo difensore.

## Carriera

### Club
Italiano di nascita, si trasferì in Canada, prendendone la nazionalità.
Dopo aver giocato nella rappresentativa calcistica della Cornell University e nei Toronto Hawks, nella stagione 1969 passa ai Syracuse Scorpions, club dell'American Soccer League, con cui raggiunge la finale del torneo, soccombendo Washington Darts.
Nella stagione 1970 passa ai Rochester Lancers, che si erano appena spostati nella North American Soccer League: con il suo club si aggiudicò il torneo battendo finalmente i Darts.
La stagione seguente, a campionato in corso, passa ai canadesi del Toronto Metros, con cui non riesce ad accedere alla fase finale del torneo.
Nel 1971 torna a Syracuse, ove la squadra locale era stata rinominata Suns, sempre nella ASL.
Nel 1975 è in forza ai Connecticut Yankees, sempre nella ASL.

### Nazionale
Naturalizzato canadese, Di Luca fu convocato sia nella nazionale olimpica canadese che in quella maggiore.
Con la nazionale maggiore gioca quattro incontri nelle qualificazioni al campionato mondiale di calcio 1970, non superando il primo turno della zona CONCACAF.
Con la squadra olimpica partecipa nel 1967 al torneo calcistico dei V Giochi panamericani, giungendo al quarto posto finale, perdendo la finalina per il terzo posto contro Trinidad e Tobago.

## Statistiche

### Cronologia presenze e reti in Nazionale
| Cronologia completa delle presenze e delle reti in nazionale ― Canada | Cronologia completa delle presenze e delle reti in nazionale ― Canada | Cronologia completa delle presenze e delle reti in nazionale ― Canada | Cronologia completa delle presenze e delle reti in nazionale ― Canada | Cronologia completa delle presenze e delle reti in nazionale ― Canada | Cronologia completa delle presenze e delle reti in nazionale ― Canada | Cronologia completa delle presenze e delle reti in nazionale ― Canada | Cronologia completa delle presenze e delle reti in nazionale ― Canada |
| Data                                                                  | Città                                                                 | In casa                                                               | Risultato                                                             | Ospiti                                                                | Competizione                                                          | Reti                                                                  | Note                                                                  |
| --------------------------------------------------------------------- | --------------------------------------------------------------------- | --------------------------------------------------------------------- | --------------------------------------------------------------------- | --------------------------------------------------------------------- | --------------------------------------------------------------------- | --------------------------------------------------------------------- | --------------------------------------------------------------------- |
| 6-10-1968                                                             | Toronto                                                               | Canada                                                                | 4 – 0                                                                 | Bermuda                                                               | Qual. Mondiali 1970                                                   | -                                                                     |                                                                       |
| 17-10-1968                                                            | Toronto                                                               | Canada                                                                | 4 – 2                                                                 | Stati Uniti                                                           | Qual. Mondiali 1970                                                   | -                                                                     |                                                                       |
| 20-10-1968                                                            | Hamilton                                                              | Bermuda                                                               | 0 – 0                                                                 | Canada                                                                | Qual. Mondiali 1970                                                   | -                                                                     |                                                                       |
| 27-10-1968                                                            | Atlanta                                                               | Stati Uniti                                                           | 1 – 0                                                                 | Canada                                                                | Qual. Mondiali 1970                                                   | -                                                                     |                                                                       |
| Totale                                                                |                                                                       | Presenze                                                              | 4                                                                     |                                                                       | Reti                                                                  | 0                                                                     |                                                                       |

## Palmarès
- Campionato NASL: 1

Rochester Lancers: 1970